# Бінкевич Олексій Станіславович
Олексі́й Станісла́вович Бінке́вич (нар. 15 листопада 1943, Джамбул) — поет, перекладач. Закінчив статистичний технікум у місті Самборі Львівської області. Працює головним фахівцем науково-дослідного і проектно-конструкторського інституту автоматизованих систем керування транспортуванням газу. Пише російською мовою. Автор збірок «Прикосновение», «Крест», «Настежь», «Вертеп», «Пушкинский альбом», «Двадцатый век, запомни нас такими…», «Сестра моя — сирень», перекладів творів В. Шекспіра. Лауреат Харківської міської літературної премії імені Б. Слуцького.